# 瓦利亞斯站
瓦利亞斯站（波斯語：‎）是伊朗設拉子地鐵1號線的一座地鐵車站，該車站於2017年8月22日開放。位於瓦利亞斯廣場，該車站鄰近設拉子巴士總站。